# Cordonata (Roma)
La Cordonata capitolina è la celebre salita che da via del Teatro di Marcello conduce a piazza del Campidoglio, sulla cima dell'omonimo colle nel rione Campitelli, a Roma.

## Storia
Fu progettata da Michelangelo Buonarroti nel XVI secolo su commissione di papa Paolo III, nell'ambito dei lavori di risistemazione del Campidoglio.
La cordonata capitolina, di facile accesso e transito poiché pensata anche per il transito di uomini a cavallo, si allarga leggermente verso l'alto, dove sono poste le grandi statue dei Dioscuri, Castore e Polluce, ed il gruppo scultoreo conosciuto come I Trofei di Mario creduti di quest'epoca durante il Medioevo ma in realtà di età domizianea, omaggio alle vittorie di Domiziano nell'89 d.C. sui Catti e sui Daci.
Due statue di leoni ornano la scalinata alla base, mentre a metà scalinata, sulla sinistra, è posto il monumento a Cola di Rienzo, realizzata da Girolamo Masini e Francesco Azzurri dopo la presa di Roma.
I due leoni tolemaici vennero collocati alla base della cordonata nel 1582; in precedenza erano collocati a fianco della Statua di Marco Aurelio all'epoca presente in Laterano. La collocazione originaria è testimoniata da un disegno del Pisanello del XV secolo e da Maarten van Heemskerck nel secolo seguente, il quale ne illustrò la collocazione nel Campo Laterano, smentendo una memoria di Flaminio Vacca che ne riportava la presenza al campidoglio anche in precedenza.